# The Crossroads (album)
The Crossroads è il terzo album del rapper statunitense Cordae, pubblicato il 15 novembre 2024 da Art@War e Atlantic Records. L'album contiene Collaborazione musicale da parte di Joey Badass, Kanye West, Lil Wayne e Ty Dolla Sign.

## Descrizione

### Contesto
Prima della pubblicazione dell'album, Cordae è stato intervistato da Billboard, durante l'intervista ha affermato che The Crossroads è l'album migliore che abbia mai pubblicato. Ha anche rivelato che tra l'uscita di From a Birds Eye View e l'ultimo album ha vissuto la propria vita appieno e quel periodo gli è servito a crescere musicalmente.
Volevo essere la migliore versione di me, il miglior cantautore, il miglior rapper. Volevo che le mie strofe fossero migliori. Volevo che il mio storytelling fosse migliore. Volevo che il mio gusto e di conseguenza la mia selezione dei beat fossero migliori, e, tutto ciò, richiede tanto lavoro e tanto tempo, perciò credo di star facendo un buon lavoro.
Cordae, parlando del titolo del suo album, ha detto che era arrivato a un bivio, si è sentito come se fosse ad un incrocio (Crossroads, in inglese). "Era come vita o morte, se vado a destra, tutto sarà perfetto, se vado a sinistra, la vita sarà orribile. Ho realizzato che quella singola decisione non ha tutta quella importanza che gli attribuivo. È un insieme di decisioni." 

### Pubblicazione
Il 25 gennaio del 2023, Cordae ha pubblicato il primo singolo tratto dall'album, Two Tens, contenente il featuring di Anderson Paak. Il 24 di luglio 2024 è stato pubblicato Saturday Mornings, con Lil Wayne. Il terzo singolo, Summer Drop, con il featuring di Anderson Paak, è stato pubblicato il 28 agosto dello stesso anno. Ad ottobre è uscito il quarto singolo, Mad as Fuck. Una settimana prima dell'uscita ufficiale dell'album completo, Cordae ha pubblicato Syrup Sandwiches, con Joey Badass.

## Tracce
| No. | Titolo              | Featuring                 | Durata |
| --- | ------------------- | ------------------------- | ------ |
| 1   | Intro               |                           | 1:10   |
| 2   | 06 Dreamin          |                           | 2:34   |
| 03  | Back on The Road    | Lil Wayne                 | 2:37   |
| 04  | Summer Drop         | Anderson .Paak            | 2:49   |
| 05  | Nothing Promised    |                           | 3:32   |
| 06  | Mad as Fuck         |                           | 3:42   |
| 07  | All Alone           |                           |        |
| 08  | Never See It        | Juicy J                   | 3:28   |
| 09  | Pray                | Ty Dolla $ign             | 3:22   |
| 10  | Don't Walk Away     | Jordan Ward, Ravyin Lenae | 3:32   |
| 11  | Saturday Mornings   | Lil Wayne                 | 4:23   |
| 12  | No Bad News         | Kanye West                | 2:23   |
| 13  | Shai Afeni          |                           | 2:56   |
| 14  | What Really Matters |                           | 2:03   |
| 15  | Syrup Sandwiches    | Joey Bada$$               | 2:59   |
| 16  | Now You Know        |                           | 2:11   |
| 17  | Two Tens            | Anderson .Paak            | 2:32   |